# Frappe israélienne du 20 septembre 2024 à Beyrouth
Ne doit pas être confondu avec Bombardements israéliens au Liban depuis le 23 septembre 2024.
La frappe israélienne du 20 septembre 2024 dans la banlieue sud de Beyrouth est un raid aérien qui tue 77 personnes, dont Ibrahim Aqil, 15 autres membres du Hezbollah et au moins 61 civils, dont une majorité de femmes et d'enfants,. Des familles entières sont décimées. 68 personnes sont blessées. 20 personnes sont toujours portées disparues au 21 septembre 2024. Deux immeubles ont été détruits, ensevelissant les miliciens et les familles qui habitaient les lieux.
Ce raid israélien est le plus meurtrier au Liban depuis la guerre de 2006.

## Contexte
Dans le cadre de la guerre à Gaza, le Hezbollah a annoncé qu'il combattrait Israël tant qu'il n'y aurait pas de cessez-le-feu à Gaza. 500 Libanais sont morts dans les affrontements frontaliers, dont 200 civils. Des villages entiers ont été détruits sur la frontière. Ce conflit est la cause du déplacement de dizaines de milliers de personnes, au sud du Liban et au nord d'Israël, qui doivent quitter leurs maisons pour se mettre à l'abri.
En septembre 2024, Israël ajoute un nouveau but de guerre, le retour des Israéliens déplacés au nord d'Israël, aux buts de départ qui étaient le démantèlement du Hamas et la libération des otages israéliens enlevés pendant l'attaque du Hamas contre Israël d'octobre 2023.
Les 17 et 18 septembre 2024 des milliers de bipeurs et de talkies-walkies à travers le Liban, piégés par les services de renseignement israéliens, explosent ; 42 Libanais sont tués, et 3500, blessés. Le Hezbollah, qui avait distribué ces appareils de télécommunication, était la cible de l'attaque, mais de nombreux civils ont été tués ou blessés également. Un grand nombre de blessés sont devenus aveugles ou ont été amputés d'un membre,. Les attaques ont semé la terreur à travers le pays.

## Déroulement
Quatre missiles israéliens détruisent un immeuble de 9 étages rue Jamous, dans un quartier résidentiel densément peuplé de la banlieue sud de Beyrouth,, à une heure de pointe.
Israël a revendiqué le raid et déclaré avoir voulu tuer Ibrahim Aqil, membre du conseil militaire du Hezbollah, chef de l'unité d'élite du Hezbollah appelée Radwan. I. Aqil est un responsable de l'attaque de 1983 contre l'ambassade américaine à Beyrouth et recherché à ce titre par les États-Unis. Plusieurs commandants du Hezbollah s'étaient réunis dans le sous-sol de l'immeuble ; parmi eux figure, outre I. Aqil, Ahmad Wehbé, dont le corps a été formellement identifié.
52 personnes ont été tuées, dont au moins 21 civils, parmi lesquels au moins 3 enfants et 7 femmes. Des familles entières sont décimées. 68 personnes sont blessées.
Dans des images vidéo prises après le raid apparaissent des voitures calcinées.
Après le raid, pendant la nuit du vendredi 20 septembre, des drones israéliens se font entendre dans toute la capitale libanaise, empêchant les habitants de dormir.
Cette frappe aérienne israélienne est la troisième sur Beyrouth depuis le 7 octobre 2023.
Elle fait redouter une escalade militaire et une guerre à plus grande échelle. La coordinatrice spéciale des Nations Unies pour le Liban, Jeanine Hennis-Plasschaert, affirme vendredi 20 septembre 2024 à propos de ce raid dans une zone densément peuplée : il fait partie d'un « cycle de violence extrêmement dangereux aux conséquences dévastatrices. Cela doit cesser immédiatement ».